# خانواده دو پانت
خانواده دو پانت (انگلیسی: Du Pont family) خانواده سرشناس آمریکایی است، که پیشینه آن به پیر ساموئل دو پون دو نمور (۱۷۳۹–۱۸۱۷) باز می‌گردد. این خانواده از اواسط قرن نوزدهم، زمانی که ثروت خود را در تجارت باروت پایه‌گذاری کرد، یکی از ثروتمندترین خانواده‌های ایالات متحده محسوب می‌شود. خانواده دو پانت در اواخر قرن ۱۹ و اوایل قرن ۲۰، دارایی‌های خود را از طریق صنایع شیمیایی و صنعت خودروسازی گسترش داد و هم‌اکنون مالک سهام قابل توجهی در شرکت‌های دوپون و جنرال موتورز می‌باشد.